# عملات خاصة
العملة الخاصة هي عملة يصدرها كيان خاص، سواء كان فردًا أو نشاطًا تجاريًا أو مؤسسة مشتركة غير ربحية أو لا مركزية. غالبًا ما تتناقضُ العملات الخاصّة مع العملة الورقية الصادرة عن الحكومات أو البنوك المركزية. في العديد من البلدان، قد يكون إصدار العملات الورقية الخاصة و/أو سك العملات المعدنية التي يُراد استخدامها كعملة عملًا إجراميا كما هو الحال في الولايات المتحدة. تُعامل العملة الرقمية المشفرة أحيانًا كأصل بدلًا من كونها عملة اعتياديّة، لكنّ العملات المشفّرة قد تكون غير قانونية كما هو الحال في بعض البلدان وخاصّة بلدان غرب آسيا وشمال إفريقيا.
يوجد اليوم أكثر من أربعة آلاف عملة مُصدّّرة للقطاع الخاص في أكثر من 35 دولة، وتشمل هذه المبادلات التجارية التي تستخدم ائتمانات المقايضة كوحدات صرف، ومبادلات خاصة للذهب والفضة، وأموال ورقية محلية، وأنظمة محوسبة للائتمان والخصم، والعملات الرقمية المتداولة، مثل عملة الذهب الرقمية.

## العملات الورقية الخاصة بالبنوك

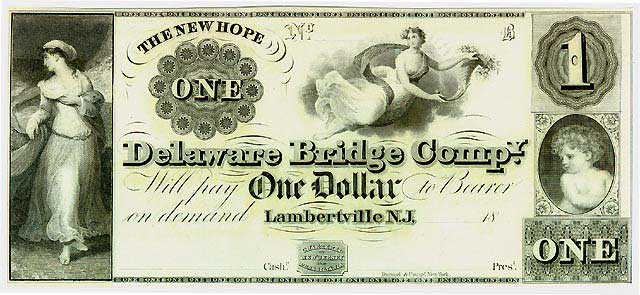
عملة خاصّة بقيمة دولار واحد صادرة عن شركة ديلاوير بريدج Delaware Bridge Company في نيو جيرسي في الفترة 1836-1841

في الولايات المتحدة، استمر عصر البنوك الحرة بين عامي 1837 و1866، عندما كان بإمكان أي شخص تقريبًا إصدار النقود الورقية. طبعت الولايات والبلديات والبنوك الخاصة وشركات السكك الحديدية والبناء والمتاجر والمطاعم والكنائس والأفراد ما يقدر بنحو 8000 نوع مختلف من النقود بحلول عام 1860. إذا أفلس المصدر، أو أغلق، أو غادر المدينة، أو توقف عن العمل بأي طريقة أخرى، فستكون العملة عديمة القيمة. لُقّبت هذه المنظمات باسمِ «البنوك الجامحة» (بالإنجليزية: wildcat banks)‏ لسمعتها بأنها غير موثوقة وغالبًا ما كانت تقع في مناطق نائية غير مأهولة بالسكان ويُقال إنها مأهولة بالقطط البرية أكثر من البشر. أنهى قانون البنك الوطني لعام 1863 فترة البنوك الجامحة.

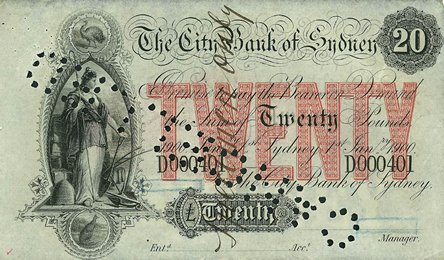
العملة الخاصة الصادرة في أستراليا من قبل بنك مدينة سيدني عام 1900

استُخدمت العملة الخاصة لأول مرة في أستراليا حين وصول المستوطنين الأوروبيين في عام 1788، وفي السنوات الأولى من الاتحاد قبل قانون ضريبة الأوراق المالية لعام 1910 الذي أنهى فعليًا تداول العملات الخاصة من خلال فرض ضريبة بنسبة 10% على هذه الممارسة، مما جعلها باهظة اقتصاديًا. تم إلغاء هذا القانون لاحقًا بموجب قانون بنك الكومنولث (بالإنجليزية: Commonwealth Bank Act)‏ لعام 1945، الذي فرض غرامة قدرها 1000 جنيه إسترليني يوميًا على العملات الخاصة، فضلًا عن قانون البنك الاحتياطي الأسترالي (بالإنجليزية: Australian Reserve Bank Act)‏ لعام 1959 الذي حظر هذه الممارسة تمامًا. في عام 1976، نشر ويكريما ويراسوريا مقالًا اقترح فيه أن إصدار الشيكات المصرفية يخالف هذا القسم، ردت عليه البنوك بأنه بما أن الشيكات البنكية طُبعت عليها عبارة «غير قابلة للتداول»، فإن الشيكات لم تكن معدة للتداول، وبالتالي لم تنتهك النظام الأساسي.
في هونغ كونغ وعلى الرغم من أن الحكومة تصدر العملة، فإن العملة الخاصة الصادرة عن البنوك هي الوسيلة السائدة في التبادل. تقوم معظم ماكينات الصرف الآلي بتوزيع الأوراق النقدية الخاصة بهونج كونج. أما في اسكتلندا، فقد فُوّض بنك اسكتلندا، وبنك كلاديسدال، ورويال بنك أوف سكوتلاند، وفي أيرلندا الشمالية فُوض بنك أف أيرلاندا، وبنك دانسكي، وبنك فيرست تراست ، وبنك يولستر من قبل البرلمان لإصدار الأوراق النقدية بالجنيه الإسترليني، وهي تخضع للوائح البنك المركزي (بنك إنجلترا) المتعلقة بـ «الأصول الداعمة المحاطة بسياج» وهي مدعومة جزئيًا من خلال الودائع في بنك إنجلترا. يمكن استبدالها بأوراق الجنيه الأخرى على أساس واحد لواحد، ويتم تداولها بحرية داخل المملكة المتحدة، وإن لم تكن مناقصة قانونية، ولا حتى في اسكتلندا وأيرلندا الشمالية. في الواقع، من الناحية الفنية، لا توجد ورقة نقدية (بما في ذلك أوراق بنك إنجلترا) مؤهلة كعملة قانونية في اسكتلندا أو أيرلندا الشمالية.

## العملات التكميلية
كان لدى إنجلترا ما يُعرف بالجنيه توتنيس أو توتنيس باوند (بالإنجليزية: the Totnes pound)‏ منذ أن تم إطلاقه من قبل مجموعة مدن التحول في آذار/مارس 2007. يساوي واحد جنيه توتنيس جنيهًا إسترلينيًا واحدًا ومدعومًا بالجنيه الإسترليني في حساب مصرفي. اعتبارًا من أيلول/سبتمبر 2008، كانت هناكَ حوالي 70 شركة تقبل توتنيس باوند. من العملات المحلية الأخرى التي تم إطلاقها منذ ذلك الحين جنيه لويس (2008)، وجنيه بريكستون (2009)، وستراود باوند (2009)، وجنيه بريستول، والذي أُدخلَ أيضًا في المدفوعات الإلكترونية.
أجرت النمسا تجربة وورجل (الاسم الأصلي: Wörgl) من تموز/يوليو 1932 إلى أيلول/سبتمبر 1933، أما في بافاريا (ألمانيا) فإنّ للمدينة عملة محليّة تُعرف باسمِ «Chiemgauer» منذ عام 2003. اعتبارًا من عام 2011 فقد كان هناك أكثر من 550،000 متداول لهذه العملية المحليّة. بالعودة إلى عام 2006، فقد أصدرت مبادرة مدينة كارلسروه عملة كارلسروه نسبةً لاسمِ المدينة، وهي عملة لها قيمة 50 يورو وتُستخدم بشكل أساسي في مرائب وقوف السيارات. اعتبارًا من عام 2009، كانت هناك 120 شركة في كارلسروه تقبلُ هذه العملة وعادةً ما تمنح خصمًا عند الدفع بها.
أُنشئَت عملة بريد كوين (بالإنجليزية: Breadcoin)‏ في واشنطن العاصمة في عام 2016 لمعالجة انعدام الأمن الغذائي وتبلغ قيمتها 2.20 دولارًا عند استخدامها لدى أكثر من 60 من بائعي الأغذية الذين يقبلون الدفعَ بها. يتمُّ استخدام العديد من العملات التكميلية في كندا ، مثل كالجاري دولار (بالإنجليزية: the Calgary Dollar)‏ ودولار تورنتو (بالإنجليزية: The Toronto dollar)‏، ومع ذلك لا يُمكن الإشارة إلى هذه العملات الخاصة في كندا على أنها عملة قانونية كما أنّ العديد من العملات الخاصة تتجنّب كلمة «دولار» وتستخدمُ عوضًا عنها أسماء أخرى لتجنب الالتباس.
في بعض الأحيان يتم احتساب برامج ولاء ومكافأة العملاء التي تُديرها الشركات على أنها عملات خاصة، على الرغم من أن النقاط في هذه البرامج أو برنامج المسافر الدائم قد تكون قابلة للاستبدال بالسلع أو السفر من راعي البرنامج، إلا أن معظمها يفتقرُ إلى العنصر الأساسي للعملة لكونها وسيلة تبادل قابلة للتحويل إلى أفراد آخرين ويمكن استخدامها كدفع مقابل سلع من بائعين آخرين. بعض البرامج لديها شراكات تسمحُ بذلك إلى حد ما، وتسمح بنقل النقاط. سعت بعض الشركات الناشئة، مثل شركة بوينتس دوت كوم (بالإنجليزية: Points.com)‏ الكنديّة إلى جعل نقاط الولاء أكثر شبهًا بالعملة من خلال إنشاء تبادل حيث يمكن تداول النقاط من أحد برامج الولاء مقابل نقاط في برامج أخرى من هذا القبيل.

## العملات المشفرة والعملات الرقمية
العملة المشفرة هي شكل من أشكال العملة الرقمية أو الافتراضية حيث يؤمّن التشفير المعاملات ويتحكم في إنشاء وحدات إضافية للعملة. لا تُعتبر العملة المشفرة عملة من الناحية الفنيّة، بل هي شكل رقمي من العملات الرمزية أو ما يُعرف بـ «السكريب» (بالإنجليزية: Scrip)‏، حيث لا تتوافق العملات المشفرة مع الوظائف الأساسية الأربعة للنقود وفقًا للنظرية الاقتصادية. يمكن استخدام محفظة العملة المشفرة لتخزين المفاتيح العامة والخاصة التي يُمكن استخدامها لتلقي العملة المشفرة أو إنفاقها. تسمح أنظمة التشفير المستخدمة باللامركزية، كما أنّ العملة المشفرة اللامركزية هي النقود الورقية ولكنها واحدة بدون نظام مصرفي مركزي. من حيث القيمة السوقية الإجمالية، تعدُّ عملة البيتكوين أكبر عملة مشفرة.
حكم القاضي الفيدرالي عاموس مازانت من المنطقة الشرقية من تكساس بالدائرة الخامسة يوم السادس من آب/أغسطس 2013 أن عملات البيتكوين هي «عملة أو شكل من أشكال المال» (على وجه التحديد الأوراق المالية على النحو المحدد في قوانين الأوراق المالية الفيدرالية)، وعلى هذا النحو تخضع لاختصاص المحكمة.  وصفت وزارة المالية الألمانية البيتكوين في نفس الشهر البيتكوين كوحدة حساب قابلة للاستخدام في دوائر المقاصة متعددة الأطراف وتخضع لضريبة أرباح رأس المال إذا احتُفظَ بها أقل من عام واحد. على الجانبِ المُقابل وبسبب عدم وجود قانونٍ يُفصّل في قضايا العملات الخاصّة والعملات المشفّرة في تايلاند، شاعَ اعتقادٌ بأن عملات البيتكوين محظورة.

## جرائم العملات الخاصة
نظرًا لأنه يمكن تزوير العملات الوطنية، فيمكن أيضًا تزوير العملات الخاصة كما أنّ الأخيرة تخضع لقضايا جنائية أخرى لما في ذلك الاحتيال. تُعتبر عملة ليبرتي دولار (بالإنجليزية: Liberty Dollar)‏ عملة خاصة مدعومة بالسلع الأساسية أسَّسها رجل الأعمال والمستثمر الأمريكي المثير للجدل برنارد فون نوثاوس وتم إصدارها بين عامي 1998 و2009. قُبضَ على نوثاس في وقتٍ ما من عام 2011 وأُدينَ لاحقًا بتهم غسل الأموال والاحتيال عبر البريد والتزوير والتآمر. نشأت التهم من وجهة نظر الحكومة بأن عملات ليبرتي دولار الفضيّة تشبه إلى حد كبيرٍ العملات الرسمية.

أعلنَ أنجيل كروز مؤسس شركة المدن المتحدة (بالإنجليزية: The United Cities Corporation)‏ عام 2007 أنه بصدد إنشاء عملة بديلة قائمة على الأصول باسمِ دولارات الولايات المتحدة الخاصة (بالإنجليزية: United States Private Dollars)‏. ادعى كروز أن الدولارات الأمريكية الخاصة كانت مدعومة بالمجموع الصافي لأصول أعضائها وطبعَ ما قيمته ستة مليارات دولار من العملة الخاصة، وزُعم أن قيمة الأصول الداعمة تبلغ 357 مليار دولار. ظهرت العملة تحت شعار «نحنُ نثق في يهوه» (بالإنجليزية: In Jehovah We Trust)‏. أصدر مكتب مراقبة العملة تحذيرًا للبنوك بأن الشيكات الصادرة عن شركة المدن المتحدة التي أسَّسها أنجيل كروز هي «شيكات عديمة القيمة» ولا ينبغي صرفها. وجَّهت هيئة محلفين فيدرالية كبرى في وقتٍ ما من عام 2008 لائحة اتهام ضد كروز في فلوريدا بتهمة أولى وهي التآمر للاحتيال على الولايات المتحدة، وست تهم بالاحتيال المصرفي فيما يتعلق بتعاملاته مع بنك أمريكا أثناء محاولته الحصول على مسودات بنك المدن المتحدة. حتى أواخر أكتوبر 2010، فقد كروز فارًا، كما أُدينَ أحد مساعديه بتهم ذات صلة وحُكم عليه بالسجن لمدة ثماني سنوات. قُبض على كروز أخيرًا في عام 2020.